# Позаненко Василь Васильович
Василь Васильович Позаненко (1912 , Новогеоргіївськ, Херсонська губернія  — не раніше 1985 ) — український радянський і партійний діяч. 1-й секретар Кіровоградського обласного комітету Компартії України (1950–1952). Заступник міністра сільського господарства Української РСР. Депутат Верховної ради СРСР 3-го скликання.

## Життєпис
Народився в 1912 році в селі Крилів Київської губернії.
У 1928—1930 роках — тракторист колгоспу «Всесвітній Жовтень» села Вітрівка Щорського району Дніпропетровщини.
У 1930—1933 роках — студент Одеського фінансового технікуму.
У 1933—1935 роках — інспектор з бюджету Петровського районного фінансового відділу.
З 1935 по 1937 рік — завідувач Петровського районного фінансового відділу Миколаївської області.
Член ВКП(б) з 1936 року.
У 1937 році — слухач курсів при Ленінградській фінансовій академії.
З 1937 по 1939 рік — завідувач Петровського районного фінансового відділу Миколаївської області.
З травня 1939 по 1941 рік — завідувач обласного фінансового відділу виконавчого комітету Кіровоградської обласної ради депутатів трудящих.
З 1941 по 1946 рік — у Червоній армії, учасник німецько-радянської війни. У 1941—1942 роках — військовий комісар будівельного батальйону № 1038 Північно-Кавказького фронту. З 1942 по 1943 рік — слухач Сталінградського військово-політичного училища в місті Новоузенськ Саратовської області. У 1943 році — інструктор відділення кадрів політичного відділу 12-ї армії Південно-Західного фронту. З 1943 по 1944 рік — слухач танкового училища в місті Горькому. У 1944 році — командир танкового взводу 252-го танкового полку 5-го механізованого корпусу 6-ї танкової армії 2-го Українського фронту; командир танкового взводу 60-го гвардійського окремого танкового полку 63-ї кавалерійської дивізії 5-го гвардійського кавалерійського корпусу 3-го Українського фронту. У 1944—1946 роках — офіцер розвідки 60-го гвардійського окремого танкового полку 5-го гвардійського кавалерійського корпусу 3-го Українського фронту.
З липня 1946 по 1947 — заступник голови виконавчого комітету Кіровоградської обласної ради депутатів трудящих із державного забезпечення — завідувач відділу із державного забезпечення і побутового облаштування родин військовослужбовців Кіровоградського облвиконкому.
У 1947 — грудні 1949 року — 1-й секретар Онуфріївського районного комітету КП(б)У Кіровоградської області.
З 23 грудня 1949 по вересень 1952 року — 1-й секретар Кіровоградського обласного комітету КП(б)У. Звільнений за те, що не дозволив бути присутнім на бюро кореспонденту газети «Правда».
У вересні 1952 був делегатом XVII з'їзду КП(б)У - Київ, 23-27 вересня 1952 р., у жовтні 1952 року —  делегатом XIX-го з'їзду ВКП(б) 5 - 14.10.1952.
У вересні 1952—1955 роках — слухач курсів перепідготовки перших секретарів обкомів при ЦК ВКП(б) у Москві; слухач Партійної школи при ЦК КП України.
У квітні 1955 — липні 1957 року — заступник міністра сільського господарства Української РСР Співака Марка Сидоровича із кадрів та начальник Управління керівних кадрів Міністерства сільського господарства Української РСР.
З липня 1957 року — начальник Управління керівних кадрів Міністерства сільського господарства Української РСР. З березня 1959 року — начальник Головного управління кадрів Міністерства сільського господарства Української РСР.
Потім — на пенсії.

## Звання
- гвардії старший лейтенант

## Нагороди
- орден Леніна (26.02.1958)
- орден Трудового Червоного Прапора (23.01.1948)
- орден Вітчизняної війни І ст. (28.11.1944)
- орден Вітчизняної війни ІІ ст. (6.04.1985)
- орден Червоної Зірки (3.07.1945)
- медаль «За відвагу» (5.09.1944)
- медаль «За оборону Кавказу» (1.05.1944)
- медаль «За перемогу над Німеччиною у Великій Вітчизняній війні 1941—1945 рр.»
- медаль «За взяття Будапешта»
- медалі